# سويقة مخية
السويقتان المخيتان (بالإنجليزية: Cerebral peduncle)‏ هما حزمتان كبيرتان من الألياف العصبية البيضاء يقعان أمام جذع الدماغ، يتصلان جانبياً مع الجسر، وينشأان من نصفي الكرة المخية ويحملان ألياف نازلة خاصة بالسبيل القشري الشوكي (بالإنجليزية:  corticospinal tract)‏.

## صور إضافية

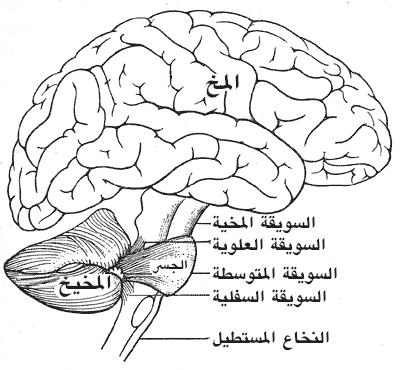
مخطط يبين الاتصالات بين أجزاء الدماغ المختلفة.
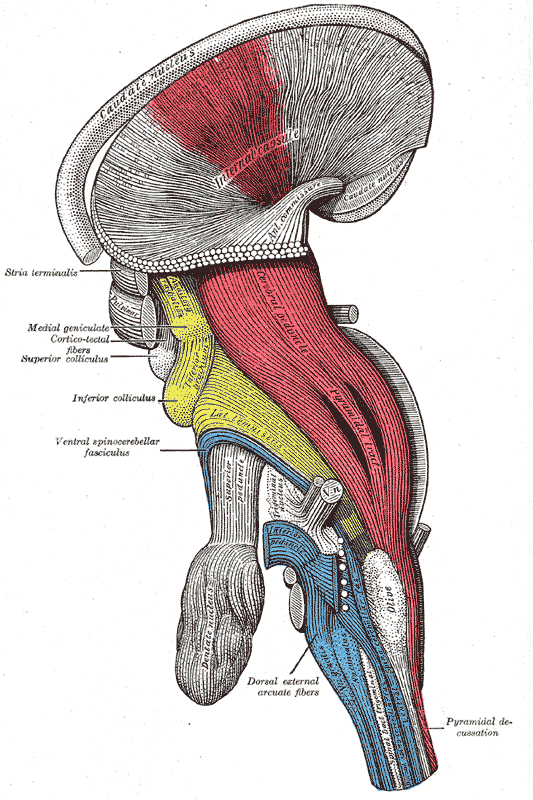
تشريح عميق لجذع الدماغ. منظر وحشي.
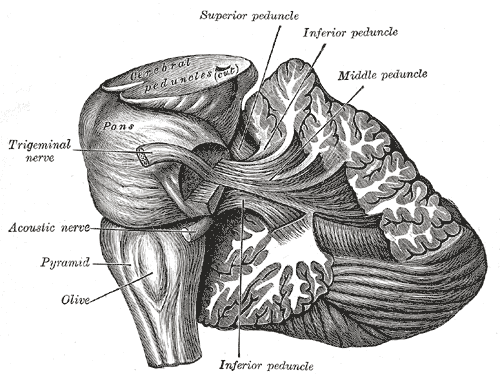
الألياف الإسقاطية (projection) المخيخية.
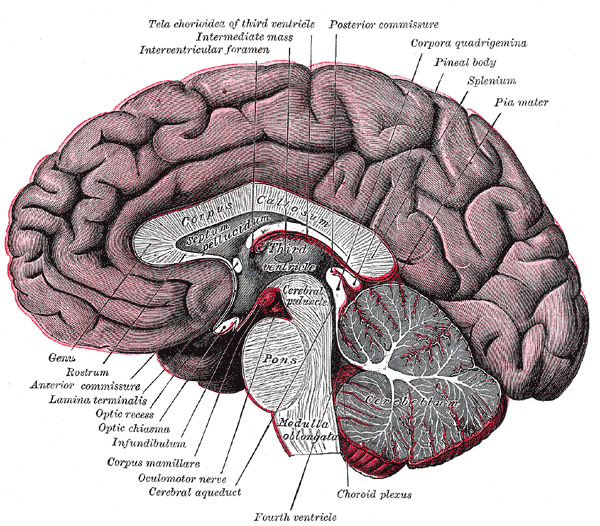
مقطع سهمي متوسط للدماغ.
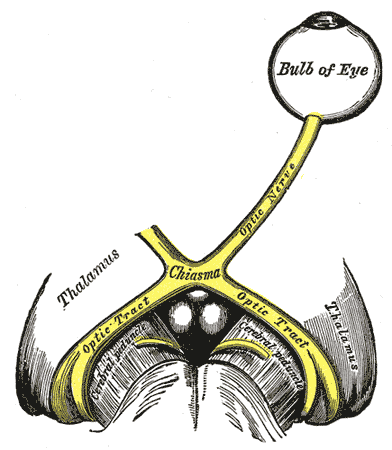
العصب البصري الأيسر والسبيلان البصريان.
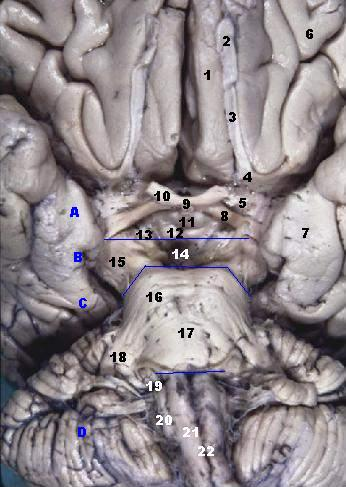
منظر أمامي لجذع الدماغ البشري

1. ↑  نموذج تأسيسي في التشريح، QID:Q1406710
2. ↑  نموذج تأسيسي في التشريح، QID:Q1406710
3. ↑  "معلومات عن سويقة مخية على موقع neurolex.org". neurolex.org. مؤرشف من الأصل في 2016-03-03.
4. ↑  "معلومات عن سويقة مخية على موقع meshb.nlm.nih.gov". meshb.nlm.nih.gov. مؤرشف من الأصل في 2019-07-24.
5. ↑  "معلومات عن سويقة مخية على موقع braininfo.rprc.washington.edu". braininfo.rprc.washington.edu. مؤرشف من الأصل في 2016-04-08.